# Pierwszy rząd Heinricha Brüninga

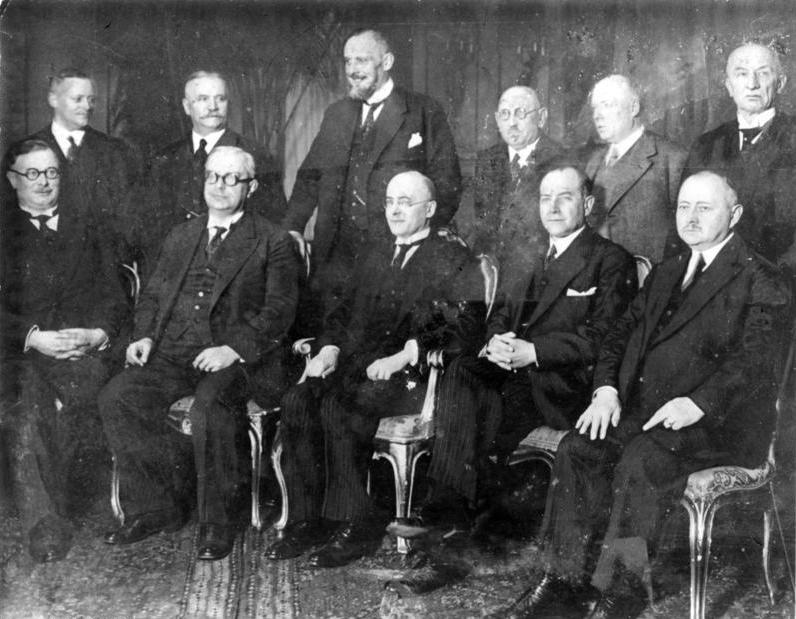
Pierwszy gabinet Brüninga

Pierwszy rząd Heinricha Brüninga – 31 marca 1930 – 9 października 1931.
| Funkcja                                                 | Imię i nazwisko                                           | Partia          |
| ------------------------------------------------------- | --------------------------------------------------------- | --------------- |
| Reichskanzler – Kanclerz Rzeszy                         | Heinrich Brüning                                          | Zentrum         |
| Stellvertreter des Reichskanzlers – Wicekanclerz Rzeszy | Hermann Dietrich                                          | DDP             |
| Minister spraw zagranicznych                            | Julius Curtius                                            | DVP             |
| Minister spraw wewnętrznych                             | Joseph Wirth                                              | Zentrum         |
| Minister sprawiedliwości                                | Johann Viktor Bredt (do 5 grudnia 1930) Curt Joël         | bezpartyjny     |
| Minister finansów                                       | Paul Moldenhauer (do 26 czerwca 1930) Hermann Dietrich    | DDP             |
| Minister gospodarki                                     | Hermann Dietrich (do 26 czerwca 1930) Ernst Trendelenburg | DDP bezpartyjny |
| Minister polityki żywnościowej i rolnictwa              | Martin Schiele                                            |                 |
| Minister pracy                                          | Adam Stegerwald                                           | Zentrum         |
| Minister obrony                                         | Wilhelm Groener                                           | bezpartyjny     |
| Minister transportu                                     | Theodor von Guérard                                       | Zentrum         |
| Minister poczty                                         | Georg Schätzel                                            | BVP             |
| Minister do spraw terytoriów okupowanych                | Gottfried Treviranus                                      | KVP             |
| Minister bez teki                                       | Gottfried Treviranus (od 1 października 1930)             | KVP             |